# Punta Meliso
Punta Mèliso costituisce geograficamente la seconda estremità meridionale della provincia di Lecce e di tutta la Puglia, situata nel comune di Castrignano del Capo. Rappresenta anche un noto punto panoramico proteso nel mar Ionio e costituisce uno dei due punti di confine del golfo di Taranto.

## Leggende
Secondo una leggenda popolare, Punta Meliso sarebbe un pastore che, nell'antichità, ha rifiutato il corteggiamento di una sirena per non tradire la propria amata. La sirena, pertanto, uccise i due amanti e separò i corpi. La dea Minerva, che aveva assistito alla scena, commossa dall'amore dei giovani, li trasformò negli speroni rocciosi di punta Meliso e punta Ristola.